# Cicones boninus
Cicones boninus es una especie de coleóptero de la familia Zopheridae.

## Distribución geográfica
Habita en Japón.